# Salto (film 2004)
Salto (ang. Somersault) – australijski melodramat z 2004 roku w reżyserii Cate Shortland. Wyprodukowana przez wytwórnię Red Carpet Productions, Australian Film Finance Corporation, Fortissimo Films, New South Wales Film & Television Office i Showtime Australia. Zdjęcia kręcono w Canberze oraz w Jindabyne (Nowa Południowa Walia).
Premiera filmu miała miejsce 17 maja 2004 roku w Australii. W Polsce premiera filmu odbyła się 7 kwietnia 2006 roku.

## Opis fabuły
Heidi (Abbie Cornish) ma szesnaście lat, mieszka tylko z matką, z którą coraz trudniej znaleźć jej wspólny język. Rozpaczliwie szukając akceptacji i ciepła wdaje się w przelotne romanse, co jeszcze bardziej pogłębia rodzinny konflikt. Po kolejnej awanturze Heidi ucieka z domu do kurortu Lake Jindabyne.

## Obsada
Źródło: Filmweb
- Abbie Cornish jako Heidi
- Sam Worthington jako Joe
- Lynette Curran jako Irene
- Diana Glenn jako Sally
- John Sheerin jako Pat
- Anne-Louise Lambert jako Martha
- Blake Pittman jako Karl
- Alex Babic jako barman Brian
- Leah Purcell jako Diane
- Elizabeth Muntar jako sprzedawca biletów
- Ben Tate jako Sean
- Archer Lyttle jako Pete
- Joshua Phillips jako Josh
- Erik Thomson jako Richard
- Paul Gleeson jako Roy
- Stephanie Overs jako Clare
- Erica Englert jako Rachel
- Henry Nixon jako Nick

i inni.

## Nagrody i nominacje
Źródło: The Internet Movie Database
| Rok  | Nagroda     | Kategoria                       | Odbiorcy i nominowani                     | Wynik     |
| ---- | ----------- | ------------------------------- | ----------------------------------------- | --------- |
| 2004 | AACTA Award | Najlepszy film                  | Anthony Anderson                          | Wygrana   |
| 2004 | AACTA Award | Najlepszy reżyser               | Cate Shortland                            | Wygrana   |
| 2004 | AACTA Award | Najlepszy scenariusz oryginalny | Cate Shortland                            | Wygrana   |
| 2004 | AACTA Award | Najlepsza aktorka               | Abbie Cornish                             | Wygrana   |
| 2004 | AACTA Award | Najlepszy aktor                 | Sam Worthington                           | Wygrana   |
| 2004 | AACTA Award | Najlepszy aktor drugoplanowy    | Erik Thomson                              | Wygrana   |
| 2004 | AACTA Award | Najlepszy aktor drugoplanowy    | Nathaniel Dean                            | Nominacja |
| 2004 | AACTA Award | Najlepsza aktorka drugoplanowa  | Lynette Curran                            | Wygrana   |
| 2004 | AACTA Award | Najlepsza aktorka drugoplanowa  | Hollie Andrew                             | Nominacja |
| 2004 | AACTA Award | Najlepsze zdjęcia               | Robert Humphreys                          | Wygrana   |
| 2004 | AACTA Award | Najlepszy montaż                | Scott Gray                                | Wygrana   |
| 2004 | AACTA Award | Najlepsza scenografia           | Melinda Doring                            | Wygrana   |
| 2004 | AACTA Award | Najlepsze kostiumy              | Emily Seresin                             | Wygrana   |
| 2004 | AACTA Award | Najlepszy dźwięk                | Mark Blackwell, Peter D. Smith, Sam Petty | Wygrana   |
| 2004 | AACTA Award | Najlepsza muzyka oryginalna     | Decorder Ring                             | Wygrana   |